# السودان في بطولة العالم للألعاب المائية 2013
يتنافس السودان في بطولة العالم للألعاب المائية 2013 في برشلونة، إسبانيا بين 19 يوليو و 4 أغسطس 2013. 

## السباحة في المياه المفتوحة
تأهل السودان إلى مكانين من الحصص للأحداث التالية في السباحة في المياه المفتوحة
| رياضي               | الحدث       | الوقت     | رتبة |
| ------------------- | ----------- | --------- | ---- |
| أحمد عبد الرحمن آدم | للرجال 5 كم | OTL       | OTL  |
| أمجد مسعد السرور    | للرجال 5 كم | 1:23:17.5 | 52   |

## السباحة
حقق السباحون السودانيون معايير تأهيل في الأحداث التالية (بحد أقصى 2 سباحين في كل حدث في وقت دخول مستوى-A ، وواحد في مستوى-B)
الرجال
| رياضي                      | الحدث     | الحرارة | الحرارة | الدور قبل النهائي | الدور قبل النهائي | النهائي  | النهائي  |
| رياضي                      | الحدث     | الوقت   | رتبة    | الوقت             | رتبة              | الوقت    | رتبة     |
| -------------------------- | --------- | ------- | ------- | ----------------- | ----------------- | -------- | -------- |
| عبد الرحيم محمد عبد الرحيم | 50 م حرة  | 28.78   | 97      | لم مقدما          | لم مقدما          | لم مقدما | لم مقدما |
| عبد الرحيم محمد عبد الرحيم | 50 م ظهرا | DNS     | DNS     | لم مقدما          | لم مقدما          | لم مقدما | لم مقدما |
| أيوب كالفو                 | 50 م حرة  | DNS     | DNS     | لم مقدما          | لم مقدما          | لم مقدما | لم مقدما |

النساء
| رياضي         | الحدث    | الحرارة | الحرارة | الدور قبل النهائي | الدور قبل النهائي | النهائي  | النهائي  |
| رياضي         | الحدث    | الوقت   | رتبة    | الوقت             | رتبة              | الوقت    | رتبة     |
| ------------- | -------- | ------- | ------- | ----------------- | ----------------- | -------- | -------- |
| محسن فضل الله | 50 م حرة | 36.20   | 81      | لم مقدما          | لم مقدما          | لم مقدما | لم مقدما |

## روابط خارجية
- برشلونة 2013 الموقع الرسمي